# هاکلارس‌بروخ
هاکلارس‌بروخ (به هلندی: Hakkelaarsbrug) یک منطقهٔ مسکونی در هلند است که در Gooise Meren واقع شده‌است.